# Dorfkirche Flechtingen

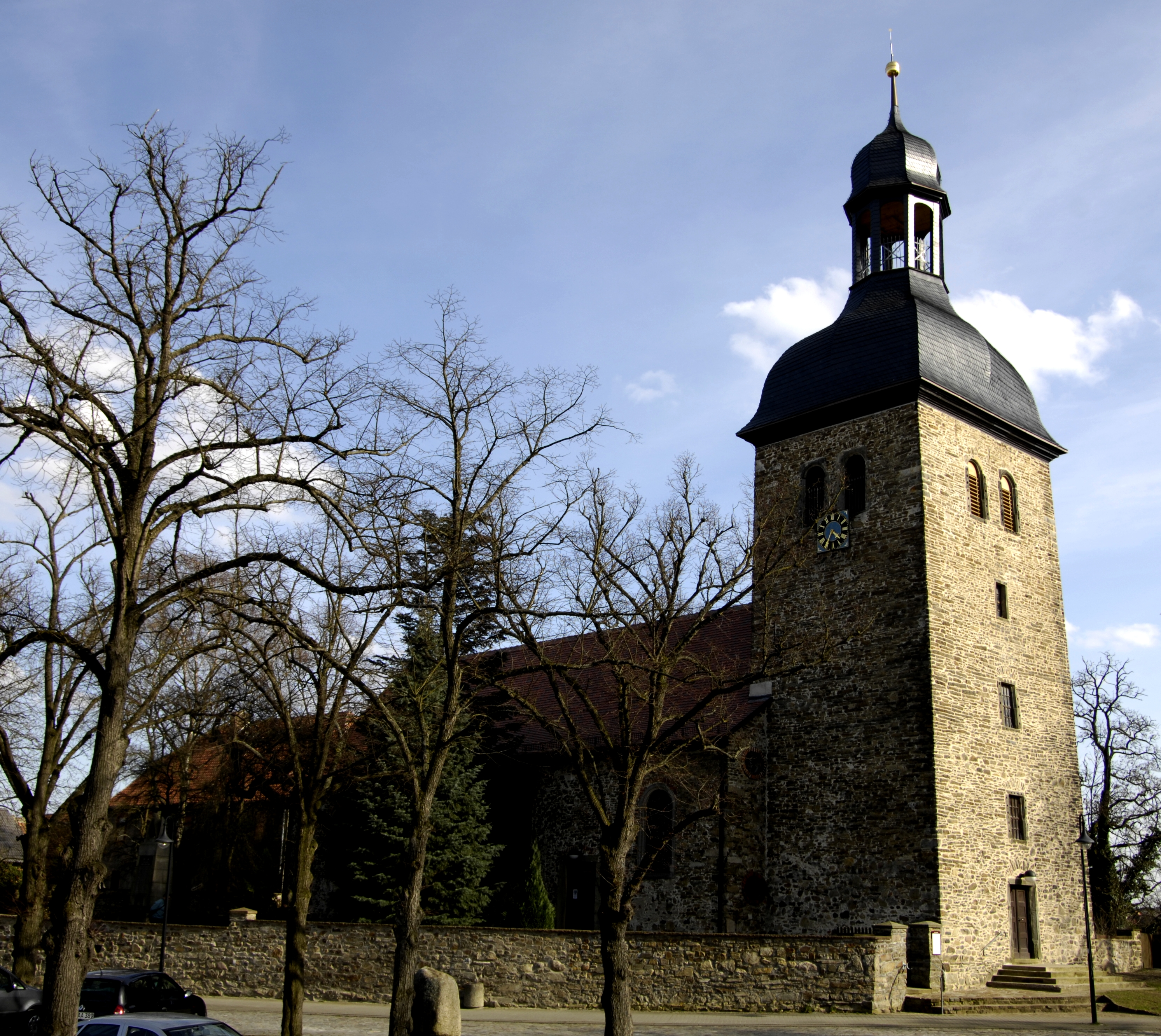
Dorfkirche Flechtingen 2010

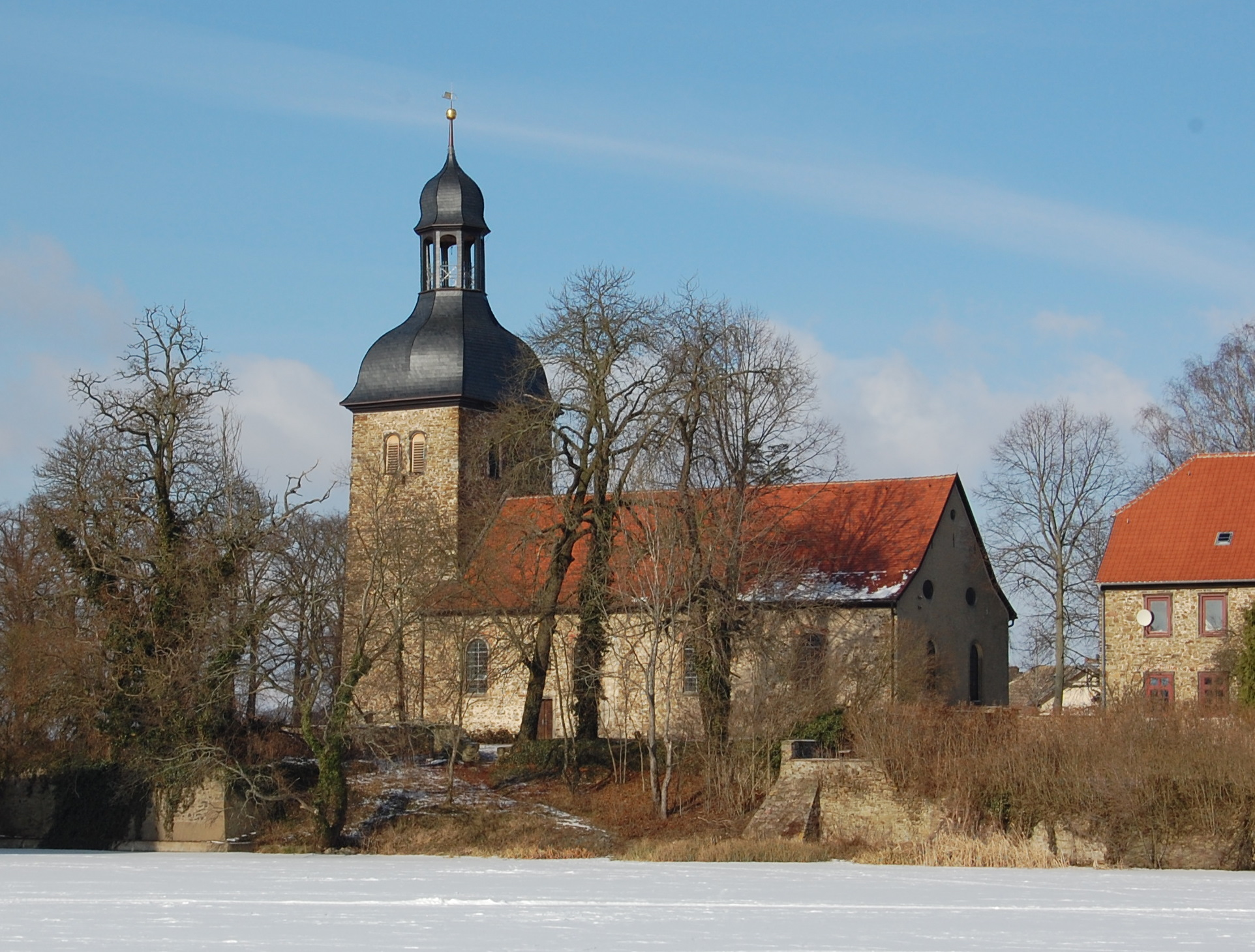
Blick vom zugefrorenen See, 2012

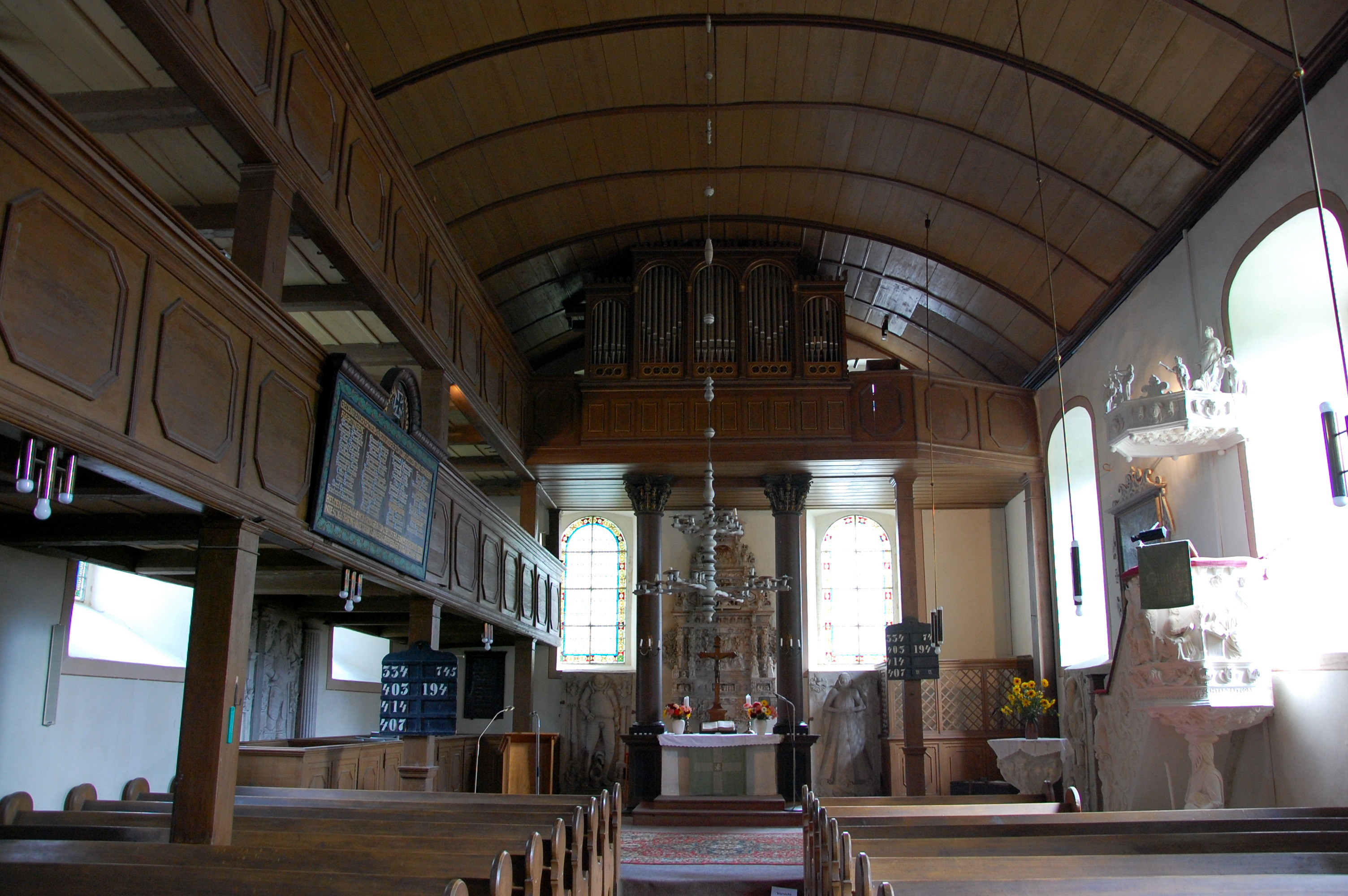
Innenansicht

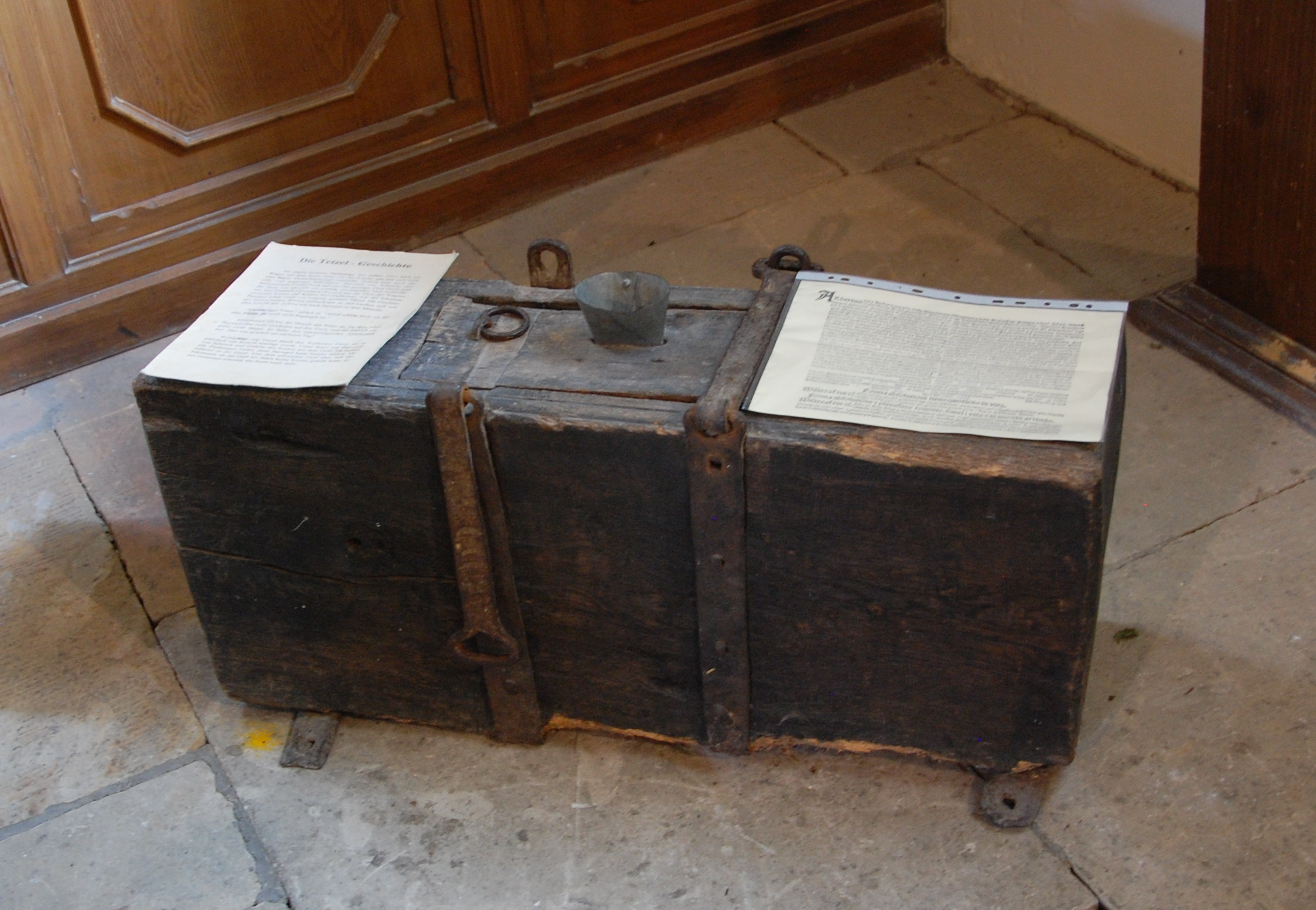
Tetzelkasten

Die Dorfkirche Flechtingen ist eine evangelische Kirche in Flechtingen in Sachsen-Anhalt. 

## Lage
Die im örtlichen Denkmalverzeichnis eingetragene Kirche befindet sich in der Mitte des Orts, auf der Südseite des Lindenplatzes. Südlich der Kirche liegt das Schloss Flechtingen.

## Architektur und Geschichte
Die Kirche entstand im Jahr 1552 als Fachwerkbau. In den Jahren 1722 bis 1727 wurden die Außenwände des Baus massiv als barockes Bruchsteinmauerwerk unter Jakob von Schenck erneuert. Der Grundriss des Kirchenschiffs ist rechteckig. An der Westseite befindet sich der zum Teil in das Schiff eingezogene Kirchturm. In seinem Kern geht der Turm möglicherweise bis auf das Mittelalter zurück. 1571/72 wurde auf den Turm eine achteckige geschweifte Haube mit Laterne aufgesetzt.
Das Kircheninnere wird von einer flachen Tonne überspannt. Die Renaissance-Ausstattung stammt zu einem erheblichen Teil aus der Zeit um 1592. Besonders prächtig ist die mit Stuck verzierte, zweigeschossige, verglaste Herrschaftsempore auf der Ostseite der Kirche gestaltet. Die aus Holz gefertigte Empore ruht auf Stützpfeilern. Die Brüstung der unteren Logen ist mit Pilaster, Hermen, Masken, Cherubsköpfen und Löwenköpfen verziert. Darüber hinaus befindet sich dort eine sechzehnteilige Ahnenprobe des Stifters sowie Büsten von drei Paaren. Die obere Brüstung ist mit Malereien verziert. Darunter befindet sich das Wappen des Stifterehepaares Werner von Schenck und Sophie von Schenck, geborene von Krosigk. Umgeben ist das Wappen von Mose Christus und den Evangelisten darstellenden Halbfigurenbildnissen.
An der südlichen Wand befindet sich eine in gleicher Weise wie die Herrschaftsloge mit Stuck verzierte polygonale Kanzel. Der Aufgang zur Kanzel ist mit Drolerien verziert. Die Kanzel selbst wird von einer Moses darstellenden Figur getragen. Verziert ist sie mit Schmuck aus Ranken, Hermen und Putten. Darüber hinaus findet sich ein Memento mori sowie szenische Darstellungen von Evangelisten. Unterhalb des Schalldeckels befindet sich in einer Umrahmung aus Rollwerk Justitia. Auf dem Deckel befindet sich ein Engel.
Der kelchförmige Taufstein stammt nach einer Datierung aus dem Jahr 1592. Er ist ebenfalls üppig mit Stuck verziert und ruht auf einer sechseckigen Stütze. Als Verzierungen finden sich Rollwerk, Hermen und Masken. Der Nodus ist mit Löwenköpfen geschmückt.
Auf der Nordseite besteht eine doppelgeschossige, auf der Ostseite eine hohe Empore, die in der Zeit um 1850/60 entstanden sind. Die mit Malereien versehenen Altarflügel sind spätgotisch. 
Die Orgelempore stammt aus dem 18. Jahrhundert. Oberhalb des Altars, gestützt von Kompositsäulen, befindet sich die 1856 von August Troch geschaffene Orgel. Vermutlich zur gleichen Zeit entstand der mit Gitterfenstern versehene Pfarrstuhl in der südöstlichen Ecke der Kirche. Die nördliche Wand der Kirche ist mit einem Tafelbild aus der zweiten Hälfte des 15. Jahrhunderts verziert. Es handelt sich um die Rückseite eines ehemaligen Altarretabelflügels auf dem vor einer Landschaftsdarstellung das Jüngste Gericht dargestellt ist.
In der Kirche befinden sich viele Grabmäler der Herrschaftsfamilie von Schenck aus dem 16. bis 18. Jahrhundert. Zum Teil stammen diese wohl aus Magdeburg. Bemerkenswert ist der vom Anfang des 16. Jahrhunderts stammende Tetzelkasten. Die Truhe ist aus einem Stamm gefertigt und soll sich im Besitz des Ablasspredigers Johann Tetzel befunden haben.
Zum Denkmal gehört auch der die Kirche umgebende ehemalige Friedhof, samt seiner Einfriedung sowie ein an die Gefallenen der Gemeinde des Ersten Weltkriegs erinnerndes Kriegerdenkmal.